# Santhosh Kumar Tamilarasan
Santhosh Kumar Tamilarasan (* 1. Januar 1998 in Sakkudi, Tamil Nadu) ist ein indischer Leichtathlet, der sich auf den 400-Meter-Hürdenlauf spezialisiert hat. 2025 wurde er in Gumi Asienmeister mit der indischen Mixed-Staffel über 4-mal 400 Meter.

## Sportliche Laufbahn
Erste internationale Erfahrungen sammelte Tamilarasan, Santhosh Kumar bei den Jugendweltmeisterschaften 2015 in Cali, bei denen er über 110 Meter Hürden im Vorlauf disqualifiziert wurde und auch über 400 Meter Hürden mit 54,92 s nicht bis in das Halbfinale gelangte. Im Jahr darauf gelangte er bei den U20-Weltmeisterschaften in Bydgoszcz das Halbfinale und belegte mit der indischen 4-mal-400-Meter-Staffel in 3:09,14 min Platz sieben. 2017 wurde er bei den Asienmeisterschaften im heimischen Bhubaneswar in 50,95 s Sechster und bei den Asienspielen 2018 in Jakarta in 49,66 s Fünfter. Im Jahr darauf gelangte er bei den Militärweltspielen in Wuhan in 52,53 s auf den siebten Platz im Hürdenlauf und verpasste mit der Staffel in 3:06,81 min als Vierter knapp eine Medaille. Anfang Dezember gewann er bei den Südasienspielen in Kathmandu in 51,98 s die Bronzemedaille hinter dem Pakistani Mehboob Ali und seinem Landsmann Jabir Madari Pillyalil und gewann auch mit der Staffel die Silbermedaille hinter Sri Lanka. 2023 gewann er bei den Asienmeisterschaften in Bangkok in 49,09 s die Bronzemedaille hinter dem Katari Bassem Hemeida und Yūsaku Kodama aus Japan. Im August schied er bei den Weltmeisterschaften in Budapest mit 50,46 s in der ersten Runde aus und im Oktober belegte er bei den Asienspielen in Hangzhou in 49,41 s den sechsten Platz. Bei den World Athletics Relays 2025 in Guangzhou verpasste er mit der Männerstaffel und mit der Mixed-Staffel jeweils die Direktqualifikation für die Weltmeisterschaften in Tokio. Anschließend siegte er bei den Asienmeisterschaften in Gumi in 3:18,12 min gemeinsam mit Rupal Chaudhary, Vishal Thennarasu Kayalvizhi und Subha Venkatesan in der Mixed-Staffel.
2023 wurde Tamilarasan indischer Meister in der 4-mal-400-Meter-Staffel.

## Persönliche Bestzeiten
- 400 Meter: 46,02 s, 27. Juni 2024 in Panchkula
- 400 m Hürden: 49,09 s, 15. Juli 2023 in Bangkok